# Снежки (Минская область)
Снежки (бел. Сняжкi; Снежкi) — деревня в Червенском районе Минской области. Входит в состав Смиловичского сельсовета.

## Географическое положение
Находится примерно в 32 километрах к северо-западу от райцентра, в 33 км от Минска, в 22 км от железнодорожной станции Руденск линии Минск-Осиповичи, к северу от автодороги Минск—Могилёв, с востока непосредственно примыкает к агрогородку Заполье.

## История
Первые упоминания о населённом пункте относятся к XVIII веку. На 1800 год деревня в составе Игуменского уезда Минской губернии, насчитывавшая 3 двора, где проживали 29 человек, и принадлежавшая судье С. Монюшко. В середине XIX века относилась к имению рода Монюшко Смиловичи. На 1844 год здесь было 4 двора. Согласно переписи населения Российской империи 1897 года входила в состав Смиловичской волости и насчитывала 8 дворов, где проживали 75 человек. На начало XX века здесь было 12 дворов и 81 житель. К 1917 году число жителей увеличилось до 86. С февраля по декабрь 1918 года деревня была оккупирована немецкими войсками, с августа 1919 по июль 1920 — польскими. 20 августа 1924 года деревня вошла в состав вновь образованного Корзуновского сельсовета Смиловичского района Минского округа (с 20 февраля 1938 — Минской области). 18 января 1931 года передана в Пуховичский район, 12 февраля 1935 года — в Руденский район. Согласно Переписи населения СССР 1926 года в деревне было 19 дворов, проживали 108 человек. Во время Великой Отечественной войны деревня была оккупирована немцами в начале июля 1941 года, 9 её жителей не вернулись с фронта. Освобождена в начале июля 1944 года. В 1954 году в связи с упразднением Корзуновского сельсовета вошла в Смиловичский сельсовет. 20 января 1960 года деревня была передана в Червенский район, тогда там насчитывалось 142 жителя. В 1980-е годы деревня входила в состав совхоза «Заветы Ильича». По итогам переписи населения Белоруссии 1997 года в деревне насчитывалось 48 домов и 118 жителей. На 2013 год 43 жилых дома, 99 жителей.

## Население
- 1800 — 3 двора, 29 жителей
- 1844 — 4 двора
- 1897 — 8 дворов, 75 жителей
- начало XX века —  12 дворов, 81 житель
- 1917 — 12 дворов, 86 жителей
- 1926 — 19 дворов, 108 жителей
- 1960 — 142 жителя
- 1997 — 48 дворов, 118 жителей
- 2013 — 43 двора, 99 жителей